# Ameisenassel

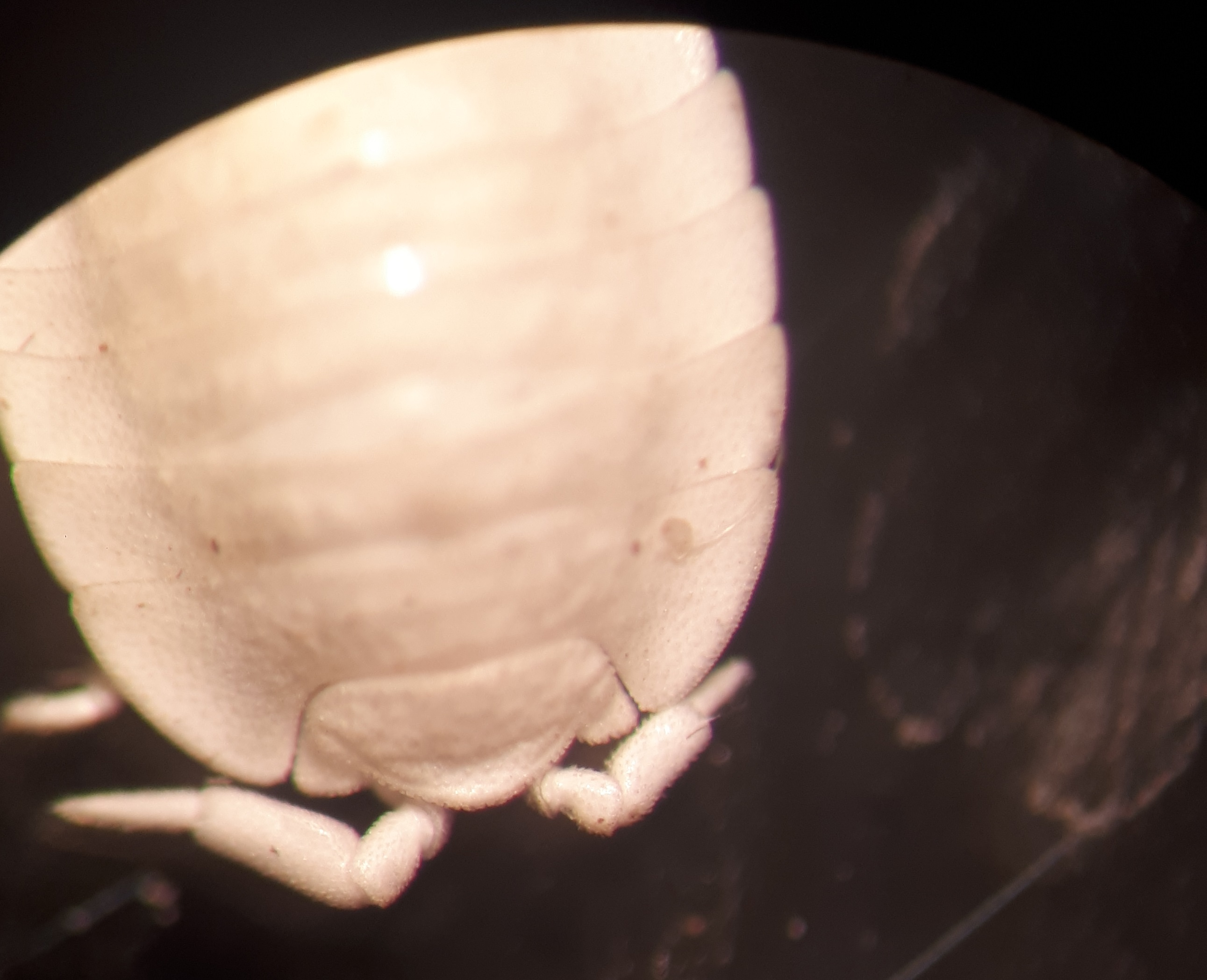
Vorderkörper der Ameisenassel Platyarthrus hoffmannseggii

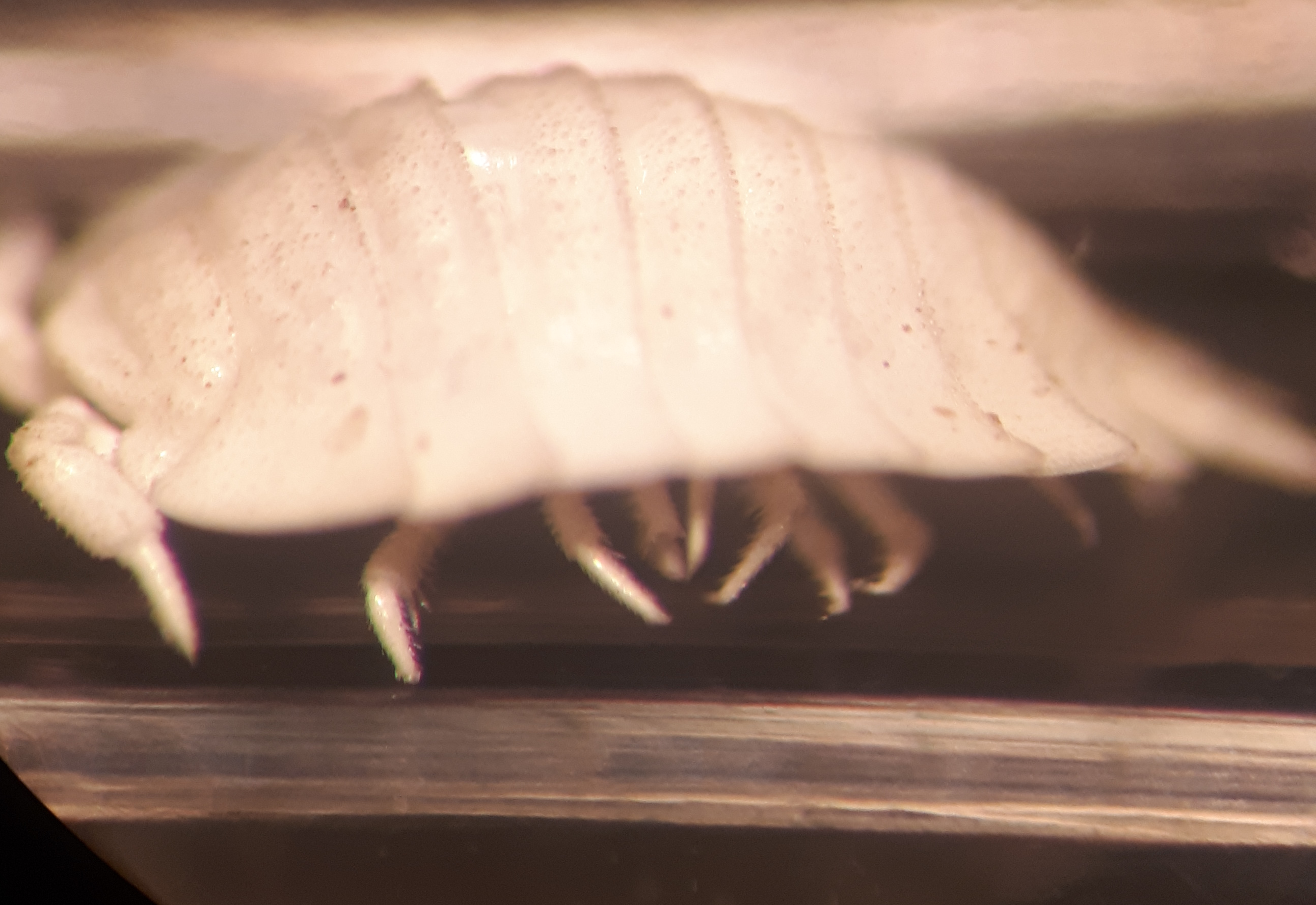
Ein Exemplar in Seitenansicht

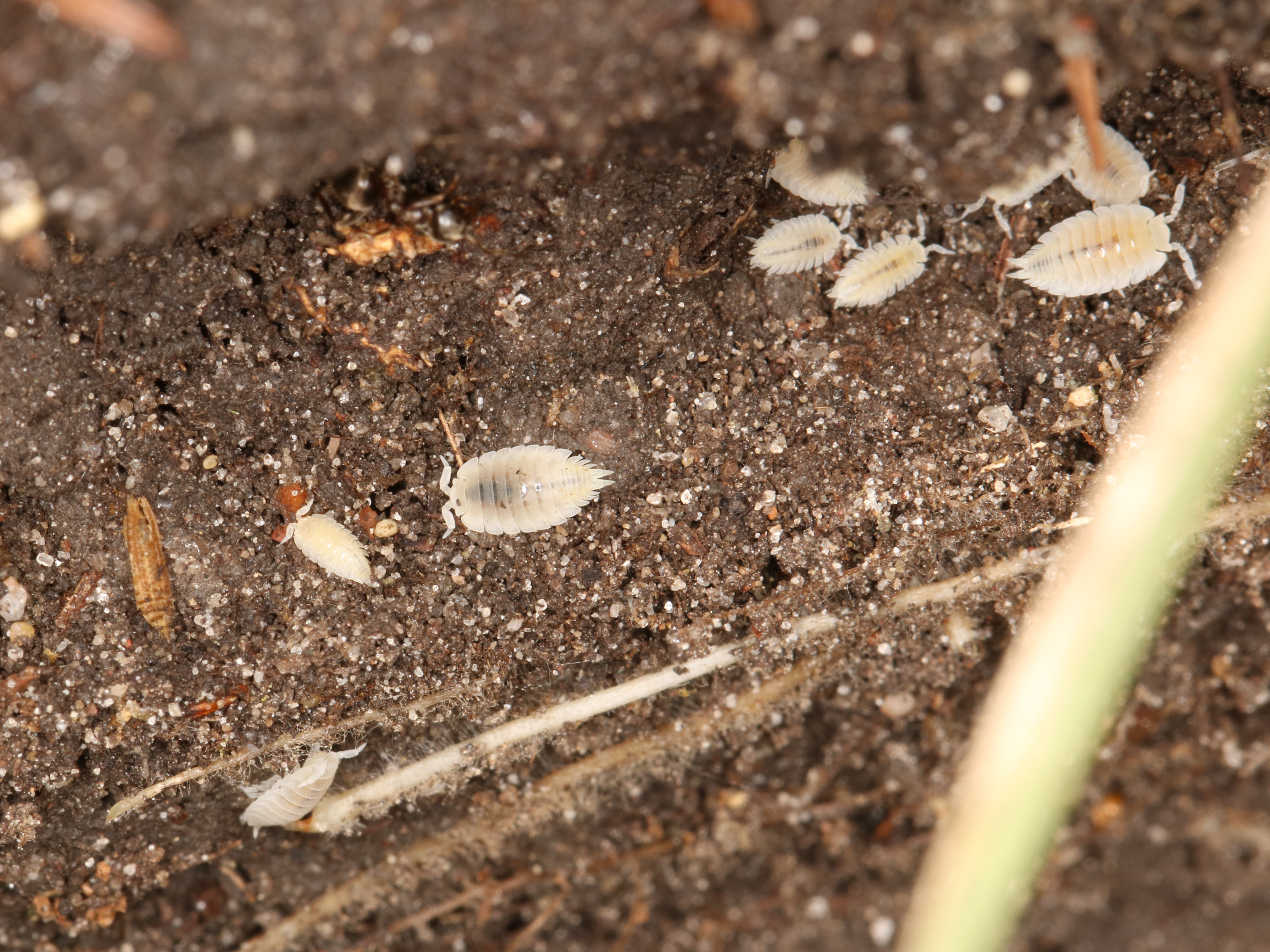
Eine Gruppe von Ameisenasseln aus Dänemark

Die Ameisenassel (Platyarthrus hoffmanseggii) ist eine in Europa beheimatete Art der Landasseln. Sie lebt in Gemeinschaft mit Ameisen.

## Merkmale und Verwechslungsarten
Die Körperlänge beträgt 3–5 mm. Die Tiere sind weiß bis weißgelblich gefärbt, eine Marmorierung oder Fleckenreihen fehlen. Der stark abgeflachte Körper ist breit oval geformt und der Hinterleib (Pleon) ist nicht deutlich schmaler als die Brust (Thorax). Die Körperoberfläche ist von Borstenschuppen bedeckt. Augen sind nicht vorhanden. Die Seitenlappen am Kopf sind deutlich erkennbar, am Kopf zieht sich eine Linea frontalis von „Auge zu Auge“ (Anm.: Augen sind nicht vorhanden, die Angabe bezieht sich auf die Position, bei der die Augen bei Landasseln liegen). Ein Stirndreieck fehlt. Das Telson läuft spitz zu. Die Hinterecken des 1. Segments sind sehr dezent zipfelig ausgezogen, dieses Merkmal kann aber auch kaum ausgeprägt sein. Die Fühlergeißel der gedrungenen, kurzen Antennen besteht aus 2 Gliedern. Bei den Uropoden sind die abgeflachten Außen-Äste länger und breiter als die Innen-Äste, das Grundglied ist ohne Fortsatz. Trachealsysteme sind nicht vorhanden. Das 7. Laufbein der Männchen weist keine Modifikationen auf.
Grundsätzlich ähnlich ist die Zwergassel Metatrichoniscoides leydigi, die mit 2–3 mm jedoch etwas kleiner bleibt und schmaler gebaut ist. Auch bei der Art Mesoniscus alpicola aus dem Alpenraum handelt es sich um eine weiß gefärbte Assel, die jedoch 7–9 mm lang wird und ebenfalls schmaler gebaut ist. Bei ihr sind auch die Seitenlappen nicht deutlich ausgeprägt. Bei genauerem Betrachten der morphologischen Merkmale ist die Ameisenassel in Mitteleuropa jedoch unverkennbar.

## Verbreitung und Lebensraum
Das Verbreitungsgebiet erstreckt sich über weite Teile Europas. Bekannt ist die Art von den Pyrenäen und östlichen Ausläufern des Kantabrischen Gebirges im Westen bis zur Krim, nach Russland und Kleinasien im Osten. Vertikal ist die Art im Süden von den Pyrenäen, Korsika, Mittelitalien und Bosnien und Herzegowina bis in den Norden nach Schottland, Südschweden und Estland verbreitet. Dabei besiedelt sie auch die südliche Hälfte Irlands. Vor allem in Osteuropa ist die Art vermutlich weiter verbreitet als bekannt, darauf deuten die Verbreitungslücken hin und die Tatsache, dass kleine Bodenlebewesen häufig nur schlecht untersucht sind. Dennoch scheint die Art tendenziell weiter westeuropäisch verbreitet zu sein, die meisten Nachweise stammen aus Westeuropa und dem westlichen Mitteleuropa. Anderen Angaben zufolge kommt sie im Süden bis nach Nordafrika vor. Nach Nordamerika wurde die Art eingeschleppt, so findet sie sich hier an der Ostküste von Kanada und den Vereinigten Staaten, genauer vom Eriesee und Huronsee im Westen bis in den Südosten Quebecs in Kanada im Nordwesten, entlang des Sankt-Lorenz-Stroms, und nach Südwesten hin bis in die Bundesstaaten West Virginia und Virginia. Auch hier gilt, dass die Art möglicherweise weiter verbreitet ist, als es die Datenportale erkennen lassen.
Innerhalb Deutschlands ist die Art weit, aber lückig, verbreitet und vor allem aus dem Westen bekannt. Funde gibt es aus Nordrhein-Westfalen, Rheinland-Pfalz, Hessen, Baden-Württemberg, dem westlichen Bayern und vereinzelt aus Thüringen, Sachsen, Niedersachsen, Brandenburg, Berlin, Mecklenburg-Vorpommern und Hamburg. Außerdem ist die Art auf Helgoland zu finden.
In Hessen ist die Art unterhalb von 400 m weit verbreitet.
In Deutschland gilt die Art als ungefährdet.
Die Ameisenassel lebt in enger Verbindung mit Ameisen und ist häufig in deren Nestern zu finden. Dabei können diese Nester auch unter Steinen oder Totholz angelegt sein, so dass man die Asseln beim Umdrehen von beispielsweise Steinplatten entdeckt, unter denen Ameisen nisten. Bevorzugt werden feuchte Ameisennester, daher wird die Art oftmals an Waldrändern gefunden. In den Alpen bleibt die Art unterhalb von 1000 m, im Mittelmeergebiet ist sie in Höhen von bis zu 1500 m zu finden.

## Lebensweise
Die Art lebt unspezifisch in Ameisennestern, bestimmte Ameisenarten werden nicht bevorzugt (Panmyrmekophilie). Dennoch ist sie besonders häufig in den Nestern von Lasius niger, Lasius flavus, Lasius umbratus, Lasius alienus und verschiedenen Myrmica-Arten zu finden (z. B. Myrmica laevinodis, Myrmica rubra oder Myrmica ruginodis). Auch in Nestern von Formica lemani, Lasius neglectus, Messor capitatus, Lasius fuliginosus, Lasius brunneus, Lasius emarginatus, Camponotus ligniperda, Camponotus herculeanus, Formica rufa, Formica pratensis, Formica sanguinea, Formica rufibarbis, Formica exsecta, Formica fusca, Formica cinerea, Formica truncorum, Myrmica scabrinodis, Messor barbarus, Messor structor, Crematogaster scutellaris, Leptothorax acervorum, Leptothorax longispinosus, Tetramorium caespitum und Atta cephalotes wurde die Art entdeckt. In den Ameisennestern ernähren sich die Tiere vom Kot und anderen Abfallprodukten der Ameisen und Honigtau. Im Normalfall verhalten sich die Ameisen den Asseln gegenüber friedlich und auch die Asseln greifen nicht die Brut der Ameisen an, sondern sind durch ihr „Sauberhalten“ der Ameisennester nützlich für die Ameisen. Zum Schutz vor den Ameisen können die Tiere jedoch Wehrsekrete absondern oder sich flach auf den Boden pressen. Auch ihre Körperform ist ihnen dabei nützlich, da die Ameisen sie nur schwer ergreifen können. In ihrer Lebensweise ähnelt die Ameisenassel somit dem Ameisenfischchen, das in Mitteleuropa ebenfalls in Ameisennestern, häufig auch unter Steinen, gefunden werden kann.
Die Art lässt die Antennen schnell hin und her tasten. Bei Störung läuft sie zwischen den Ameisen umher. Die lichtempfindlichen Tiere versuchen bei plötzlichem Lichteinfall an dunkle Orte zu fliehen.
Ameisenasseln scheinen sich am Geruch von Ameisensäure zu orientieren, wenn es darum geht, Nester oder Nahrung aufzuspüren.
Die meisten Funde der Art gelingen zwischen April und Oktober.

## Taxonomie
Synonyme der Art lauten Itea crassicornis C.L.Koch, 1844, Typhloniscus steini Schoebl, 1860 und Platyarthrus dollfusi Verhoeff, 1901. Auch die Falschschreibung Platyarthrus hoffmansseggi ist regelmäßig zu finden.
Die Gattung Platyarthrus ist vorwiegend westitalienisch verbreitet, bei P. hoffmansseggii handelt es sich um die einzige Expansionsart der Gattung.